# 火山挚恋
《火山挚恋》（英語：Fire of Love）是2022年上映的纪录片，讲述火山学家莫里斯·克拉夫特和卡蒂亚·克拉夫特的生平经历。该片由萨拉·多萨担任导演、编剧、制片，2022年1月20日在圣丹斯电影节首映，获乔纳森·奥本海默最佳剪辑奖。其后于2022年7月6日上映，由国家地理频道纪录片和霓虹制片公司负责发行。影片获得影评圈普遍好评，在第95届奥斯卡金像奖上获得最佳纪录片奖提名。

## 梗概
电影讲述法国火山学家莫里斯·克拉夫特和卡蒂亚·克拉夫特的生平经历。

## 制作
2021年3月，萨拉·多萨宣布担任一部讲述莫里斯·克拉夫特和卡蒂亚·克拉夫特生平经历电影的导演。2022年1月，米兰达·裘莱宣布担任旁白。

## 发行
影片于2022年1月20日在圣丹斯电影节首映，获得美国纪录片单元的乔纳森·奥本海默最佳剪辑奖（Jonathan Oppenheim Editing Award）。不久后，国家地理频道在竞标战中击败Netflix、亚马逊工作室、索尼经典电影、IFC电影、环球影业和派拉蒙影业，拿下电影发行权。2022年3月11日，电影在西南偏南电影节展映。2022年4月，霓虹制片公司宣布担任电影联合发行方。2022年11月11日，电影上线流媒体平台Disney+。2023年8月18日，电影在中国全国艺联专线影院上映。

## 反响

### 票房
电影在北美首映首周登陆三家电影院，累计票房22,416美元。

### 专业评价
烂番茄根据173条评论打出98%的新鲜度、8.2/10的平均分。网站共识写道：“无论是讲述一对夫妇不切实际地探索的故事，还是仅仅展现一组令人惊叹的自然镜头，《火山挚恋》都燃烧着明亮的光芒。”Metacritic基于38条评论打出82/100的平均分，表示“普遍好评”。

### 奖项
| 大奖                    | 颁奖日期       | 奖项                                      | 获得者                                                                     | 结果      | 参考资料      |
| ----------------------- | -------------- | ----------------------------------------- | -------------------------------------------------------------------------- | --------- | ------------- |
| 圣丹斯电影节            | 2022年1月30日  | 美国纪录片单元：乔纳森·奥本海默最佳剪辑奖 | 艾琳·卡斯珀、乔斯琳·查普特                                                 | 獲獎      | [ 17 ]        |
| 悉尼电影节              | 2022年6月19日  | 悉尼电影奖                                | 《火山挚恋》                                                               | 提名      | [ 18 ]        |
| 米什科尔茨国际电影节    | 2022年9月17日  | 纪录电影奖                                | 《火山挚恋》                                                               | 提名      | [ 19 ]        |
| 慕尼黑电影节            | 2022年10月2日  | 科学题材电影奖                            | 《火山挚恋》                                                               | 提名      | [ 20 ]        |
| 影评人选择纪录片奖      | 2022年11月13日 | 最佳纪录片                                | 《火山挚恋》                                                               | 提名      | [ 21 ] [ 22 ] |
| 影评人选择纪录片奖      | 2022年11月13日 | 最佳档案纪录片                            | 《火山挚恋》                                                               | 獲獎      | [ 21 ] [ 22 ] |
| 影评人选择纪录片奖      | 2022年11月13日 | 最佳科学/自然纪录片                       | 《火山挚恋》                                                               | 提名      | [ 21 ] [ 22 ] |
| 影评人选择纪录片奖      | 2022年11月13日 | 最佳导演                                  | 萨拉·多萨                                                                  | 提名      | [ 21 ] [ 22 ] |
| 影评人选择纪录片奖      | 2022年11月13日 | 最佳旁白                                  | 肖恩·鲍里斯、艾琳·卡斯珀、乔斯琳·查普特、萨拉·多萨、米兰达·裘莱            | 提名      | [ 21 ] [ 22 ] |
| 影评人选择纪录片奖      | 2022年11月13日 | 最佳配乐                                  | 尼古拉斯·戈丁                                                              | 提名      | [ 21 ] [ 22 ] |
| 影评人选择纪录片奖      | 2022年11月13日 | 最佳剪辑                                  | 艾琳·卡斯珀、乔斯琳·查普特                                                 | 提名      | [ 21 ] [ 22 ] |
| 洛杉磯影評人協會        | 2022年12月11日 | 最佳纪录片/非虚构电影                     | 《火山挚恋》                                                               | 亚军      | [ 23 ]        |
| 华盛顿特区影评人协会    | 2022年12月12日 | 最佳纪录片                                | 《火山挚恋》                                                               | 提名      | [ 24 ]        |
| 芝加哥影评人协会        | 2022年12月14日 | 最佳纪录片                                | 《火山挚恋》                                                               | 獲獎      | [ 25 ]        |
| 圣路易斯影评人协会      | 2022年12月18日 | 最佳纪录片                                | 《火山挚恋》                                                               | 提名      | [ 26 ]        |
| 达拉斯—沃斯堡影评人协会 | 2022年12月19日 | 最佳纪录片                                | 《火山挚恋》                                                               | 3rd place | [ 27 ]        |
| 佛罗里达影评人协会      | 2022年12月22日 | 最佳纪录片                                | 《火山挚恋》                                                               | 提名      | [ 28 ]        |
| 女性电影记者联盟        | 2023年1月5日   | 最佳纪录片                                | 《火山挚恋》                                                               | 提名      | [ 29 ]        |
| 聖地牙哥影評人協會      | 2023年1月6日   | 最佳纪录片                                | 《火山挚恋》                                                               | 亚军      | [ 30 ]        |
| 多伦多影评人协会        | 2023年1月8日   | 最佳纪录片                                | 《火山挚恋》                                                               | 亚军      | [ 31 ]        |
| 舊金山灣區影評人協會    | 2023年1月9日   | 最佳纪录片                                | 《火山挚恋》                                                               | 提名      | [ 32 ]        |
| 奥斯汀影评人协会        | 2023年1月10日  | 最佳纪录片                                | 《火山挚恋》                                                               | 提名      | [ 33 ]        |
| 电影之眼荣誉            | 2023年1月12日  | 杰出非虚构电影                            | 莎拉·多萨、肖恩·鲍里斯、伊娜·费奇曼（Ina Fichman）                         | 提名      | [ 34 ] [ 35 ] |
| 电影之眼荣誉            | 2023年1月12日  | 杰出导演                                  | 莎拉·多萨                                                                  | 提名      | [ 34 ] [ 35 ] |
| 电影之眼荣誉            | 2023年1月12日  | 杰出剪辑                                  | 艾琳·卡斯珀、乔斯琳·查普特                                                 | 獲獎      | [ 34 ] [ 35 ] |
| 电影之眼荣誉            | 2023年1月12日  | 杰出原创配乐                              | 尼古拉斯·戈丁                                                              | 獲獎      | [ 34 ] [ 35 ] |
| 电影之眼荣誉            | 2023年1月12日  | 杰出音效设计                              | 帕特里斯·勒布朗（Patrice LeBlanc）、加文·费尔南德斯（Gavin Fernandes）     | 提名      | [ 34 ] [ 35 ] |
| 电影之眼荣誉            | 2023年1月12日  | 杰出视觉设计                              | 露西·芒格（Lucy Munger）、卡拉·布莱克（Kara Blake）、冀銳婷（Rui Ting Ji） | 獲獎      | [ 34 ] [ 35 ] |
| 电影之眼荣誉            | 2023年1月12日  | 观众选择奖                                | 《火山挚恋》                                                               | 提名      | [ 34 ] [ 35 ] |
| 电影之眼荣誉            | 2023年1月12日  | 难以忘怀                                  | 莫里斯·克拉夫特和卡蒂亚·克拉夫特                                           | 獲獎      | [ 34 ] [ 35 ] |
| 乔治亚影评人协会        | 2023年1月13日  | 最佳纪录片                                | 《火山挚恋》                                                               | 獲獎      | [ 36 ]        |
| 西雅图影评人协会        | 2023年1月17日  | 最佳纪录片                                | 《火山挚恋》                                                               | 獲獎      | [ 37 ]        |
| 在线影评人协会          | 2023年1月23日  | 最佳纪录片                                | 《火山挚恋》                                                               | 獲獎      | [ 38 ]        |
| 伦敦影评人协会          | 2023年2月5日   | 年度纪录片                                | 《火山挚恋》                                                               | 提名      | [ 39 ]        |
| 卫星奖                  | 2023年2月11日  | 最佳纪录片                                | 《火山挚恋》                                                               | 獲獎      | [ 40 ]        |
| 温哥华影评人协会        | 2023年2月13日  | 最佳纪录片                                | 《火山挚恋》                                                               | 提名      | [ 41 ]        |
| 休斯顿影评人协会        | 2023年2月18日  | 最佳纪录片                                | 《火山挚恋》                                                               | 提名      | [ 42 ]        |
| 美国导演工会奖          | 2023年2月18日  | 最佳纪录片导演                            | 萨拉·多萨                                                                  | 獲獎      | [ 43 ]        |
| 英国电影学院奖          | 2023年2月19日  | 最佳纪录片                                | 莎拉·多萨、肖恩·鲍里斯、伊娜·费奇曼                                        | 提名      | [ 44 ] [ 45 ] |
| 好萊塢影評人協會        | 2023年2月24日  | 最佳纪录片                                | 《火山挚恋》                                                               | 提名      | [ 46 ]        |
| 美国制片人工会奖        | 2023年2月25日  | 最佳纪录片                                | 莎拉·多萨、肖恩·鲍里斯、伊娜·费奇曼                                        | 提名      | [ 47 ] [ 48 ] |
| 奥斯卡金像奖            | 2023年3月12日  | 最佳纪录片                                | 莎拉·多萨、肖恩·鲍里斯、伊娜·费奇曼                                        | 提名      | [ 49 ] [ 50 ] |
| 皮博迪獎                | 2023年         | 艺术奖                                    |                                                                            | 獲獎      | [ 51 ]        |

## 改编电影
2023年3月，探照灯影业宣布将纪录片改编成电影，由Hunting Lane Films、Submarine Deluxe和Sandbox Films联合制片。